# Masaru Uchiyama
Masaru Uchiyama (内山 勝, Uchiyama Masaru, Shizuoka, 14 april 1957) is een Japans voormalig voetballer die als verdediger speelde.

## Clubcarrière
In 1976 ging Uchiyama naar de University of Tsukuba, waar hij in het schoolteam voetbalde. Nadat hij in 1980 afstudeerde, ging Uchiyama spelen voor Yamaha Motors. Uchiyama veroverde er in 1982 de Beker van de keizer. Met deze club werd hij in 1987/88 kampioen van Japan. In 9 jaar speelde hij er 122 competitiewedstrijden en scoorde 4 goals. Uchiyama beëindigde zijn spelersloopbaan in 1989.

## Japans voetbalelftal
Masaru Uchiyama debuteerde in 1985 in het Japans nationaal elftal en speelde 1 interland.

## Statistieken
| Japans voetbalelftal | Japans voetbalelftal | Japans voetbalelftal |
| Jaar                 | Wed.                 | Dlp.                 |
| -------------------- | -------------------- | -------------------- |
| 1985                 | 1                    | 0                    |
| Totaal               | 1                    | 0                    |